# Reinardo I di Hanau
Reinhard I di Hanau (Hanau, 1225 – Hanau, 20 settembre 1281) fu signore di Hanau.

## Biografia
Reinhard I, probabilmente, era figlio di Reinhard II di Dorfelden e nipote di Enrico II di Dorfelden. Alla morte del padre e dello zio, con tutta probabilità nel 1243, egli riunì i domini delle due casate fondando la signoria di Hanau e dando così vita a una nuova famiglia che reggerà le sorti di queste terre per i successivi cinquecento anni.
Nel 1260 lo troviamo al seguito di suo cugino Werner di Eppstein nel suo viaggio verso Roma per essere consacrato arcivescovo di Magonza. Nello stesso anno Reinhard I è coinvolto in una faida tra nobili locali nell'area del Wetterau, mentre nell'ambito dello scontro tra gli arcivescovi di Magonza e la famiglia dei conti di Rieneck, egli si schierò con i prelati di Magonza che risulteranno poi i vincitori della disputa. Come parte dell'accordo di pace, una delle figlie del conte Ludovico III di Rieneck dovette sposare Ulrico I, primogenito di Reinhard I, portando con sé una ricca dote in monete e la città di Steinau an der Straße. Nuove acquisizioni erano già pervenute a Reinhard dal suo matrimonio con Adelaide di Münzenberg che gli aveva portato Schwarzenfels in dote.
Nel 1266 egli ottenne di essere incluso nel patriziato di Francoforte sul Meno.
Reinhard I morì il 20 settembre 1281 e venne sepolto nella tomba di famiglia presso il monastero di Arnsburg.

## Matrimonio e figli
Nel 1245 Reinhard I sposò Adelaide di Münzenberg, figlia di Ulrico I di Hagen-Münzenberg:
- Ulrico I
- Reinhard (1292-1301), canonico di Würzburg
- Adelaide, badessa del monastero Patershausen (Prima del 1281)
- Isengard, sposò dopo il 1265 Gerardo di Weilnau, deceduto prima del 1281